# Росс 458
Росс 458 (англ. Ross 458) — кратная звезда в созвездии Девы на расстоянии приблизительно 38 световых лет (около 11,5 парсек) от Солнца. Возраст звезды определён как около 475 млн лет.
В 2010 году группой астрономов обзора UKIRT Deep Infrared Sky Survey (UKIDSS) Large Area Survey было объявлено об открытии объекта околопланетной массы Ross 458 C.

## Характеристики
Первый компонент (DT Девы (лат. DT Virginis)) — красный карлик, эруптивная переменная звезда типа UV Кита (UV) и вращающаяся переменная звезда типа BY Дракона (BY) спектрального класса M0, или M0,5V, или M0,5, или M1,5, или M2Ve. Звёздная величина диапазона синего (B) звезды — от +11,32m до +10,34m. Масса — около 0,53 солнечной, радиус — около 0,5 солнечного, светимость — около 0,00525 солнечной. Эффективная температура — около 3725 K.
Второй компонент — коричневый карлик. Масса — около 23,8 юпитерианской. Удалён в среднем на 1,247 а.е..
Третий компонент (GJ 494 B) — красный карлик спектрального класса M7, или M7,5. Масса — около 0,075 солнечной. Орбитальный период — около 13,52 года. Удалён на 0,5 угловой секунды (в среднем около 5,466 а.е.).
Четвёртый компонент (BD+13 2618C) — коричневый карлик спектрального класса T8, или T8,5p. Визуальная звёздная величина звезды — +25m. Масса — около 11,3 юпитерианской, радиус — около 1,07 юпитерианского. Эффективная температура — около 740 K. Удалён на 102,1 угловой секунды (в среднем около 1190 а.е.).